# Thinking About You (chanson de Whitney Houston)
Pour les articles homonymes, voir Thinking About You.
Singles de Whitney Houston
Saving All My Love for You
(1985) How Will I Know
(1985)
Thinking About You est une chanson de la chanteuse américaine Whitney Houston, parue sur son premier album Whitney Houston. Elle est sortie en octobre 1985 aux États-Unis, comme cinquième single de l'album. Bien qu'elle n'ait pas été promue en tant que single sur les stations de radio pop, Thinking About You s'est hissée dans le top 10 du classement Hot Black Singles aux États-Unis. Elle est ensuite apparue en face B du single de Houston de 1986, Greatest Love of All.

## Accueil critique
Stephen Thomas Erlewine, rédacteur du site AllMusic, qualifie le titre de « peu glorieux » et de « l'une des chansons les plus légères de l'album », avant de noter également qu'il s'agit d'un « tube dance/R&B [...] qui reste l'un des plaisirs pop les plus purs de Whitney ».

## Accueil commercial
La chanson débute à la 76e place du classement Hot Black Singles le 19 octobre 1985. Elle a atteint sa meilleure position, le 14 décembre 1985, atteignant la 10e place. Elle est restée 15 semaines dans le classement.

## Liste des titres
| A. | Thinking About You | 4:03 |
| B. | Someone for Me     | 4:58 |

| A.  | Thinking About You (Extended Dance Version) | 7:19 |
| B1. | Thinking About You (Single Version)         | 4:03 |
| B2. | Thinking About You (Dub Version)            | 8:04 |

## Crédits
- Whitney Houston – chant
- Kashif – écriture, producteur
- La Forrest 'La La' Cope (en) – écriture
- Bruce Forest – producteur de remix
- Michael Hutchinson – ingénieur du son
- Freddie Washington – écriture (face B)
- Raymond Jones – écriture (B)
- Jermaine Jackson – producteur (B)
- Bill Schnee – mixage (B)

## Classements
| Classement (1985–86)           | Meilleure position |
| ------------------------------ | ------------------ |
| États-Unis (Hot Black Singles) | 10                 |
| États-Unis (Dance Club Songs)  | 24                 |